# Brasil Open 2014 - Qualificazioni singolare
Le qualificazioni del singolare  del Brasil Open 2014 sono state un torneo di tennis preliminare per accedere alla fase finale della manifestazione. I vincitori dell'ultimo turno sono entrati di diritto nel tabellone principale. In caso di ritiro di uno o più giocatori aventi diritto a questi sono subentrati i lucky loser, ossia i giocatori che hanno perso nell'ultimo turno ma che avevano una classifica più alta rispetto agli altri partecipanti che avevano comunque perso nel turno finale.

## Teste di serie
1. Dušan Lajović (ultimo turno)
2. Diego Schwartzman (ultimo turno)
3. Pere Riba (qualificato)
4. Facundo Bagnis (ultimo turno)

1. Rogério Dutra da Silva (qualificato)
2. Potito Starace (qualificato)
3. Máximo González (ultimo turno)
4. Gastão Elias (qualificato)

## Qualificati
1. Gastão Elias
2. Rogério Dutra da Silva

1. Pere Riba
2. Potito Starace

## Tabellone qualificazioni

### Legenda
| - Q = Qualificato - WC = Wild card - LL = Lucky loser | - ALT = Alternate - SE = Special Exempt - PR = Protected Ranking | - w/o = Walkover - r = Ritirato - d = Squalificato |

### Sezione 1
|  | Primo turno | Primo turno          | Primo turno      | Primo turno | Primo turno |  |  | Secondo turno | Secondo turno    | Secondo turno | Secondo turno | Secondo turno |   |  | Ultimo turno | Ultimo turno  | Ultimo turno | Ultimo turno | Ultimo turno |  |
|  |             |                      |                  |             |             |  |  |               |                  |               |               |               |   |  |              |               |              |              |              |  |
|  |             |                      |                  |             |             |  |  |               |                  |               |               |               |   |  |              |               |              |              |              |  |
|  |             |                      |                  |             |             |  |  | 1             | Dušan Lajović    | 6             | 7             |               |   |  |              |               |              |              |              |  |
|  |             | Marcos Vinicius Dias | 2                | 6           | 1           |  |  |               | Thiago Monteiro  | 3             | 5             |               |   |  |              |               |              |              |              |  |
|  |             | Thiago Monteiro      | 6                | 3           | 6           |  |  |               |                  |               |               |               |   |  | 1            | Dušan Lajović | 65           | 3            |              |  |
|  |             | João Walendowsky     | João Walendowsky | 6           | 6           |  |  |               |                  | 8             | Gastão Elias  | 7             | 6 |  |              |               |              |              |              |  |
|  |             | Osni Júnior          | Osni Júnior      | 3           | 2           |  |  |               | João Walendowsky | 0             | 4             |               |   |  |              |               |              |              |              |  |
|  |             | Ricardo Hocevar      | 4                | 2           |             |  |  | 8             | Gastão Elias     | 6             | 6             |               |   |  |              |               |              |              |              |  |
|  | 8           | Gastão Elias         | 6                | 6           |             |  |  |               |                  |               |               |               |   |  |              |               |              |              |              |  |

### Sezione 2
|  | Primo turno | Primo turno                  | Primo turno                  | Primo turno | Primo turno |  |  | Secondo turno | Secondo turno          | Secondo turno | Secondo turno          | Secondo turno |   |  | Ultimo turno | Ultimo turno      | Ultimo turno | Ultimo turno | Ultimo turno |  |
|  |             |                              |                              |             |             |  |  |               |                        |               |                        |               |   |  |              |                   |              |              |              |  |
|  |             |                              |                              |             |             |  |  |               |                        |               |                        |               |   |  |              |                   |              |              |              |  |
|  |             |                              |                              |             |             |  |  | 2             | Diego Schwartzman      | 6             | 7                      |               |   |  |              |                   |              |              |              |  |
|  |             | Eduardo Dischinger           | 4                            | 4           |             |  |  |               | Wilson Leite           | 2             | 64                     |               |   |  |              |                   |              |              |              |  |
|  |             | Wilson Leite                 | 6                            | 6           |             |  |  |               |                        |               |                        |               |   |  | 2            | Diego Schwartzman | 4            | 2            |              |  |
|  |             | Caio Zampieri                | Caio Zampieri                | 6           | 6           |  |  |               |                        | 5             | Rogério Dutra da Silva | 6             | 6 |  |              |                   |              |              |              |  |
|  |             | Victor Hugo Portugal Pereira | Victor Hugo Portugal Pereira | 1           | 2           |  |  |               | Caio Zampieri          | 62            | 2                      |               |   |  |              |                   |              |              |              |  |
|  |             |                              |                              |             |             |  |  | 5             | Rogério Dutra da Silva | 7             | 6                      |               |   |  |              |                   |              |              |              |  |
|  |             |                              |                              |             |             |  |  |               |                        |               |                        |               |   |  |              |                   |              |              |              |  |

### Sezione 3
|  | Primo turno | Primo turno     | Primo turno    | Primo turno | Primo turno |  |  | Secondo turno | Secondo turno   | Secondo turno | Secondo turno   | Secondo turno |   |  | Ultimo turno | Ultimo turno | Ultimo turno | Ultimo turno | Ultimo turno |  |
|  |             |                 |                |             |             |  |  |               |                 |               |                 |               |   |  |              |              |              |              |              |  |
|  |             |                 |                |             |             |  |  |               |                 |               |                 |               |   |  |              |              |              |              |              |  |
|  |             |                 |                |             |             |  |  | 3             | Pere Riba       | 4             | 6               | 6             |   |  |              |              |              |              |              |  |
|  |             | Charles Costa   | 0              | 2           |             |  |  |               | Christopher Kas | 6             | 1               | 4             |   |  |              |              |              |              |              |  |
|  |             | Christopher Kas | 6              | 6           |             |  |  |               |                 |               |                 |               |   |  | 3            | Pere Riba    | 6            | 6            |              |  |
|  | WC          | Flávio Saretta  | Flávio Saretta | 2           | 2           |  |  |               |                 | 7             | Máximo González | 2             | 4 |  |              |              |              |              |              |  |
|  |             | Philipp Oswald  | Philipp Oswald | 6           | 6           |  |  |               | Philipp Oswald  | 7             | 5               | 3             |   |  |              |              |              |              |              |  |
|  |             | André Ghem      | 4              | 67          |             |  |  | 7             | Máximo González | 64            | 7               | 6             |   |  |              |              |              |              |              |  |
|  | 7           | Máximo González | 6              | 7           |             |  |  |               |                 |               |                 |               |   |  |              |              |              |              |              |  |

### Sezione 4
|  | Primo turno | Primo turno        | Primo turno    | Primo turno | Primo turno |  |  | Secondo turno | Secondo turno      | Secondo turno | Secondo turno  | Secondo turno |   |  | Ultimo turno | Ultimo turno   | Ultimo turno | Ultimo turno | Ultimo turno |  |
|  |             |                    |                |             |             |  |  |               |                    |               |                |               |   |  |              |                |              |              |              |  |
|  |             |                    |                |             |             |  |  |               |                    |               |                |               |   |  |              |                |              |              |              |  |
|  |             |                    |                |             |             |  |  | 4             | Facundo Bagnis     | 6             | 7              |               |   |  |              |                |              |              |              |  |
|  |             | Enrico Becuzzi     | 3              | 0           |             |  |  |               | Alexandre Tsuchiya | 1             | 5              |               |   |  |              |                |              |              |              |  |
|  |             | Alexandre Tsuchiya | 6              | 6           |             |  |  |               |                    |               |                |               |   |  | 4            | Facundo Bagnis | 2            | 62           |              |  |
|  |             | André Sá           | André Sá       | 3           | 5           |  |  |               |                    | 6             | Potito Starace | 6             | 7 |  |              |                |              |              |              |  |
|  |             | Martin Emmrich     | Martin Emmrich | 6           | 7           |  |  |               | Martin Emmrich     | 4             | 3              |               |   |  |              |                |              |              |              |  |
|  |             | Idio Escobar       | 1              | 2           |             |  |  | 6             | Potito Starace     | 6             | 6              |               |   |  |              |                |              |              |              |  |
|  | 6           | Potito Starace     | 6              | 6           |             |  |  |               |                    |               |                |               |   |  |              |                |              |              |              |  |